# Isla La Tuna
La Isla La Tuna es un islote sobre el Océano Atlántico, perteneciente a Uruguay. 

## Geografía
Se encuentra a tan solo 100 metros (aunque varia constantemente debido al movimiento del mar) de ¨La Bahía¨ de La Paloma, en el departamento de Rocha. En la parte Sur y Este de la isla se encuentran abundantes formaciones de piedras largas, que inclusive siguen estando mar adentro. Esto perjudica la llegada de botes grandes o pequeños por los sectores ya mencionados

## Fauna
La isla esta escasamente habitada por fauna, salvo por un arbusto en el centro, el cual erróneamente podríamos pensar que es una tuna. Su acceso se puede realizar en cualquier embarcación por pequeña que sea. Allí pueden encontrar sargos, meros, pejerreyes y otras especies.
El suelo del Islote está repleto de caracoles y las rocas por excremento de gaviotas.
No obstante, en el centro esta presenta algunas regiones aisladas con pastos e inclusive flores.

## Acceso
Desde la Playa llamada ¨La Bahía¨ se puede llegar a La Tuna caminando dentro del mar y nadando una parte o dependiendo de las mareas, simplemente a pie.